# Flinders Petrie

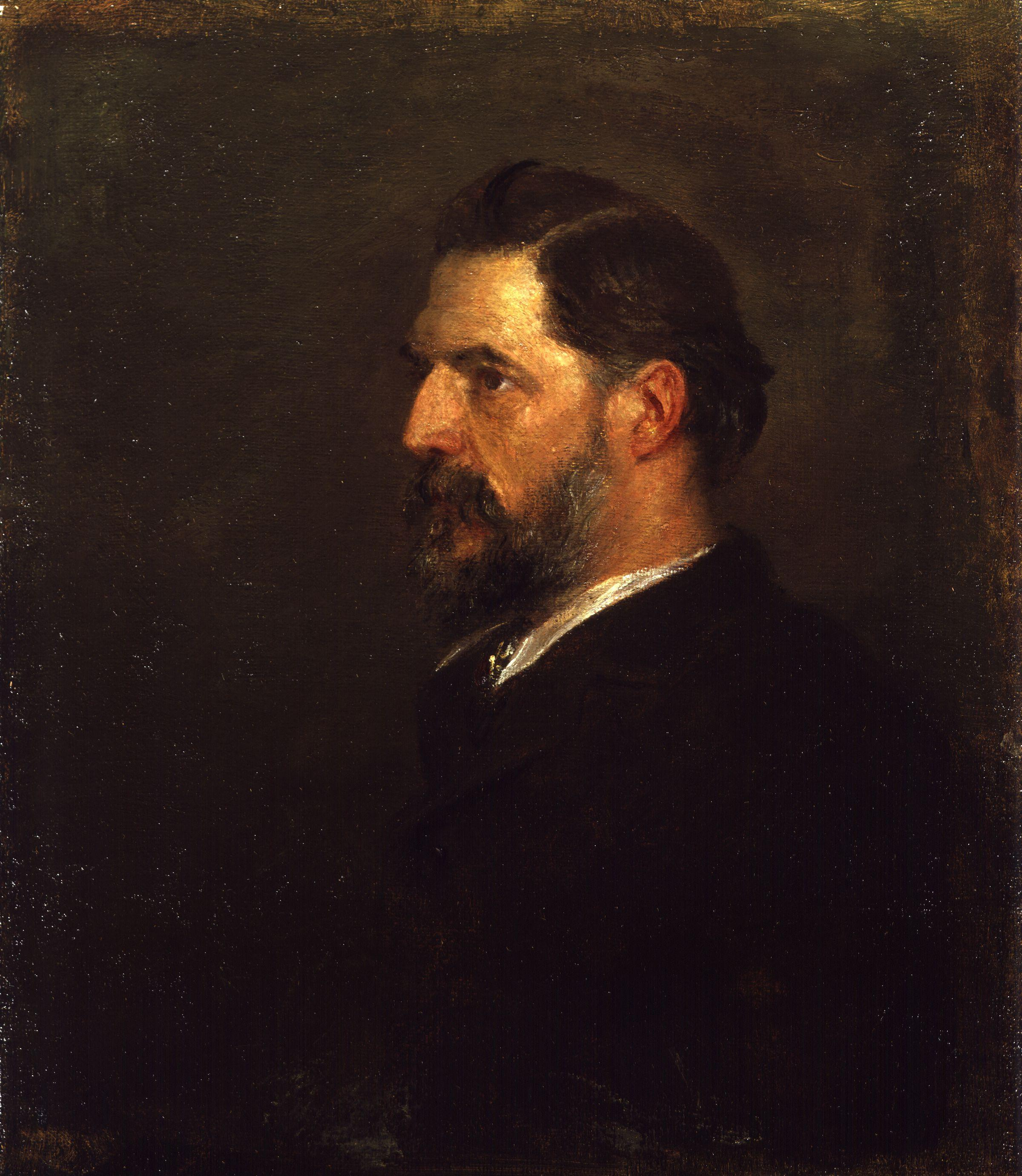
Flinders Petrie, gemalt von George Frederic Watts

Sir William Matthew Flinders Petrie (* 3. Juni 1853 in Charlton bei London; † 28. Juli 1942 in Jerusalem) war ein bekannter britischer Ägyptologe. Der üblicherweise verwendete Name ist Flinders Petrie.

## Leben

### Herkunft und Ausbildung
Flinders Petrie war der Sohn des Landvermessers und Ingenieurs William Petrie und dessen Frau Anne, der Tochter von Captain Matthew Flinders, der die Küsten Australiens erforscht hatte. Er besuchte nie eine reguläre Schule, sondern wurde von seinem Vater, seiner Mutter und einer Großtante unterrichtet, da er als gesundheitlich anfällig galt. Mit acht Jahren erlitt er einen Nervenzusammenbruch, in dessen Folge jeder weitere Unterricht für zwei Jahre unterblieb. Flinders war jedoch schon längst zum gierigen Leser geworden und erweiterte in der Folge seine vielseitige, wenn auch unsystematische Ausbildung, indem er seinen zahlreichen Interessen folgte.
Bereits als Jugendlicher beschäftigte er sich mit der Untersuchung und Vermessung römischer und vorgeschichtlicher Funde in England. Im Alter von 19 Jahren nahm er zusammen mit seinem Vater die bis dahin genaueste Vermessung von Stonehenge vor. Die Ergebnisse seiner Forschungen veröffentlichte er 1877 unter dem Titel Inductive Metrology or the Recovery of Ancient Measurements from the Monuments.

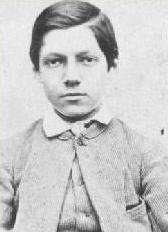
Flinders Petrie mit 12 Jahren, 1865

### Vermessung der Pyramiden
Petries Vater hing der Theorie von Charles Piazzi Smyth an, dass Zoll und Fuß ursprünglich ägyptische Maßeinheiten waren. Petrie wollte den Beweis antreten und reiste 1880 nach Ägypten. Dort vermaß er die Pyramiden von Gizeh. Mit seiner sehr genauen Vermessung konnte er die Theorie allerdings nur widerlegen.

### Der Egypt Exploration Fund

Antike Ausgrabungsstätten in Ägypten

Zu Petries Zeiten gab es noch keine Gelder von der Regierung für Ausgrabungen. Ein Archäologe benötigte jedoch erhebliche finanzielle Mittel für Reisen, Unterkunft und Verpflegung, Bezahlung der Arbeiter, Fotografen und Zeichner, für Verpackung und Transport und schließlich für die Veröffentlichung der Ergebnisse. Petrie musste also nach einem Geldgeber suchen.
Amelia Edwards, die 1882 in London den Egypt Exploration Fund (EEF) gegründet hatte, entdeckte Petrie 1883 durch Vermittlung von Reginald Stuart Poole, dem Leiter der Abteilung für Medaillen und Münzen beim Britischen Museum und engen Mitarbeiter von Edwards beim Egypt Exploration Fund. Beeindruckt von seinem Book of the Dead entschloss sich Edwards, den jungen Archäologen zu fördern, worauf sich zwischen Edwards, Petrie und dessen Familie eine lebenslange Freundschaft entspann. Bereits in der zweiten Saison des Egypt Exploration Fund 1883–1884 wurde Flinders Petrie nach Tanis entsandt, einem Gelände, das mit der biblischen Stadt Zoan in Verbindung gebracht wurde. Auguste Mariette hatte dort den großen Amun-Tempel zwischen 1859 und 1864 freigelegt. Diese Ausgrabungen Mariettes waren Anlass zu der später widerlegten Annahme, Tanis sei die Heimatstadt Ramses II. (Pi-Ramesse). Petrie führte auf dem Gelände dann fünf Monate lang Ausgrabungen durch. Am Ende dieser Saison brachte er eine beträchtliche Anzahl von Objekten mit, die nach Beschluss des Komitees an verschiedene Museen gingen und neue Mittel einbrachten.
Im dritten Jahr (Saison 1884/85) konnte der Egypt Exploration Fund sowohl Édouard Naville als auch Petrie nach Ägypten in das Nildelta senden. Der junge Ägyptologe Francis Llewellyn Griffith, der offiziell zum Studenten der Stiftung ernannt worden war, wurde Petrie zugeteilt. Edwards präsentierte Petries Arbeit in Tanis 1884 dem Orientalisten-Kongress in Leiden. 1885 entdeckte Petrie Naukratis.
1885 kam es zu Auseinandersetzungen zwischen Petrie und Naville. Petrie kritisierte dessen Ausgrabungsmethoden in aller Öffentlichkeit. Das brachte auch das Komitee des Egypt Exploration Fund in eine schwierige Situation, so dass es vorübergehend zum Bruch mit Petrie kam.
Nach seinem Ärger mit der Administration des Egypt Exploration Fund im letzten Herbst hatte Petrie 1886 einen kleinen Betrag von der British Association erhalten, um Erkenntnisse über ethnische Gruppen in Oberägypten zu sammeln. Er selbst musste für Reisekosten und Unterkunft aufkommen. Auf seiner Reise nach Assuan traf er Francis Llewellyn Griffith, der das gleiche Ziel hatte. Sie einigten sich darauf, dass Griffith die Felsinschriften kopieren und studieren würde, während Petrie sich mit den Grabinschriften befasste. Petrie lobte die Zusammenarbeit mit Griffith und dessen wissenschaftliche Ausbildung in den höchsten Tönen.

### Neue Sponsoren
Anschließend waren für Flinders Petrie keine Ausgrabungsprojekte in Sicht und seine Karriere schien ein frühzeitiges Ende zu nehmen. Wieder half Amelia Edwards. Sie stellte ihm Haworth vor, ein Textilfabrikant aus Manchester, den Ägypten interessierte, seitdem er 1882 die von Edwards beschriebene Reise A Thousand Miles up the Nile gemacht und spontan den Egypt Exploration Fund unterstützt hatte. Edwards informierte Petrie, dass Haworth keine Plünderei wünsche und im Hintergrund bleiben wolle, so dass sein Name nirgends in Erscheinung träte. Ein weiterer Sponsor fand sich mit Henry Martyn Kennard, einem Kunstsammler. Petrie schreibt dazu:
dass er „trotzdem nicht wünschte, seine Zeit völlig in den Dienst von irgendjemand zu stellen. Der Plan, den ich meinen Freunden vorlegte und der sehr glatt lief, sah so aus, dass sie für alle Arbeits- und Transportkosten aufkamen, während ich alle meine Ausgaben selbst trug. Als Gegenleistung teilten wir alle Objekte, die nach England kamen. Es war in meinem Interesse, soviel wie möglich beizusteuern.“
Ab 1887 begannen die beiden Männer, Petries Ausgrabungen zu unterstützen, und zwar in Illahun/Kahun, Gurob und Hawara.

### Ausgrabungen in Amarna

Bemalter Fußboden in Amarna 1891

Bemalter Fußboden in Amarna – Ausschnitt in Farbe

Petrie hatte Schwierigkeiten, eine Grabungslizenz für Amarna von Eugène Grébaut, dem Leiter des Antikendienstes von 1886 bis 1892, zu erhalten. Er erhielt sie mit der Auflage, dass die Felsengräber ausgeschlossen waren. Petrie akzeptierte die Verpflichtung. Alessandro Barsanti, ein Angestellter des Antikendienstes, begann im Dezember 1891 damit, das Grab des Königs Echnaton auszuräumen, dessen Mumie später in Grab KV55 im Tal der Könige entdeckt wurde. Das Königsgrab (Amarna Grab 26) soll den Ortsansässigen bereits seit 1880 bekannt gewesen sein. Petrie warf Grébaut später vor, den Fund verheimlicht zu haben.
Am 17. November 1891 traf Petrie in Amarna ein. Früh am Morgen und am Spätnachmittag, wenn die Sonnenstrahlen schräg einfielen, konnte er unter dem Sand von Jahrtausenden den Verlauf von Straßen und Gebäuden erkennen. Er begann nach fünf Tagen systematisch mit seiner Arbeit und hatte innerhalb von drei Tagen den Palast ausgegraben, wo er einen wundervollen bemalten Fußboden fand, mit Vögeln im Schilfrohr und exotischen Blumen. In der Mitte befand sich ein Teich mit vielen Fischen. Der Regierungsbeamte, der seine Arbeit überwachte, meldete den Fund nach Kairo und zwei Wochen später ordnete diese an, eine Schutzwand um den 3000-jährigen Fußboden zu bauen. Petrie hatte bereits Holzbretter darüber gelegt, damit er nicht direkt betreten wurde, und nun ließ er auch noch ein Dach errichten. Später fand er einen zweiten Fußboden und ließ diesen ebenfalls schützen.
Petrie grub hauptsächlich in der Stadt mit dem Großen Aton-Tempel, dem Palast, den Privatgemächern des Königs, dem Raum mit der Korrespondenz des Pharaos und einigen Privathäusern. Obwohl es oftmals nicht mehr als eine archäologische Sondage (Test) war, fand er weitere Tontafeln, die Überreste einiger Glaswerkstätten sowie eine große Anzahl an Fayence-, Glas- und Keramikscherben (einschließlich mykenischer Tonscherben), indem er die Schutthaufen des Palastes durchkämmte.
Anfang 1892 besuchte Archibald Henry Sayce Petrie in Amarna. Petrie hatte 22 Tontafeln gefunden, zu denen Sayce einen Beitrag in dessen Buch schrieb. Sie befinden sich im Ashmolean Museum in Oxford und gehören zu den entdeckten ca. 300 Briefen und Schriftstücken der Amarnatafeln.

### Carter als Assistent

Totenmaske Echnatons aus Amarna

Weintrauben aus Glas, gefunden in Amarna

William Tyssen-Amherst zeigte Interesse an Petries Arbeit in Amarna und schlug über den Egypt Exploration Fund vor, Mittel für die Ausgrabung beizusteuern in der Erwartung, dafür Antiquitäten für seine Sammlung zu erhalten. Es wird vermutet, dass Percy Newberry, der die Sammlung Amherst kannte, Howard Carter vorschlug, der in Swaffham aufgewachsen war und über seinen Vater ebenfalls Amherst kennengelernt hatte. Newberry und Carter arbeiteten zu der Zeit in Dair al-Berscha und hatten Petrie bereits besucht. Nachdem Petrie die Summe von 200 Pfund erhalten hatte, zeigte er sich einverstanden, dass Howard Carter als agent für Amherst unter seiner Konzession arbeiten sollte, vorausgesetzt, dass er, Petrie, die Arbeit kontrolliere und das Recht zur Ausstellung und Veröffentlichung von dem, was gefunden würde, behalte.
Als Carter am 2. Januar 1892 von El-Bersha in Armana ankam, wies ihm Petrie ein Gebiet des Tempels und später auch in der Stadt zu. Carter erhielt etwa eine Woche von Petrie eine Einführung über die Ausgrabungsmethode. Auch wurde ihm ein Ausgräber zugeteilt. Er begleitete Petrie zwar oft auf dessen Spaziergängen über das Gelände, so dass er später in der Lage war, eine Übersichtskarte mit allen Wegen zu erstellen, jedoch wäre es vermessen, von einer wirklichen Ausbildung zu sprechen. Als Carter schließlich Tonwaren aus der Ägäis fand, stellte ihm Petrie einige erfahrene Ausgräber aus seinem Team zur Seite. Carter fand auch die Überreste einer Glasmanufaktur und einer Skulpturenwerkstatt. Hier entdeckte er viele Glas- und Keramik-Fragmente sowie Formen zur Herstellung von Ringen. Besonderes Glück hatte er mit dem Fund einer wunderbaren Statue von Echnaton und seiner Frau Nofretete, die später in die Sammlung von Amherst kam.
Eines Tages im Januar kam einer seiner Männer mit dem Gipsabdruck eines Gesichts zu Petrie, den er zufällig gefunden hatte. Er diskutierte die Maske mit Carter, da dieser bereits mit Abdrücken gearbeitet hatte. Sie kamen zu dem Schluss, dass es sich hierbei um die Totenmaske von Echnaton handelt. Diese Maske zierte dann auch das Frontispiz seines Buches.
Carter hatte insgesamt vier Monate mit Petrie verbracht. Später sagte er über diese Zeit: “Petrie’s training during those months of hard work transformed me, I believe, into something of the nature of an investigator – to dig and examine systematically.” („Das Training bei Petrie während der monatelangen harten Arbeit verwandelte mich wohl in eine Art Forscher – systematisch graben und untersuchen.“)
Am 20. Mai verlud Petrie 125 Kisten per Boot; 35 sollten per Bahn gehen, die ihm vom Antikendienst zur Ausfuhr genehmigt waren. Nun hatte Petrie jedoch 36 Kisten, und der Bahnangestellte verweigerte die Annahme. Kurzentschlossen kaufte Petrie Holz und nagelte auf den Balken zwei Kisten zusammen, um auf die genehmigte Anzahl von 35 zu kommen.

### Erster Lehrstuhl für Ägyptologie in England
Amelia Edwards verstarb im April 1892 und vermachte sowohl ihre große Bibliothek als auch ihre ägyptischen Antiquitäten dem University College. Damit einher ging ihr Vermächtnis von 2.500 Pfund für die Einrichtung des ersten Lehrstuhls für Ägyptologie in England, mit der Maßgabe, dass der Inhaber nicht älter als 40 Jahre alt und nicht mit dem British Museum in Verbindung stehen sollte. Petrie war zu diesem Zeitpunkt 39 Jahre alt und wurde in der Tat – wie Edwards es sich gewünscht hatte – für diese Stelle ernannt. Bibliothek, Sammlung und Lehrstuhl sollten eine Einheit bilden. Petrie behielt den „Edwards Chair“ bis 1933. Flinders Petrie war der Erste (und wohl auch einzige), der ohne Studium und vollständige Schulbildung eine Professur erhielt.

### Hochzeit mit Hilda Urlin
Petrie hatte bereits den 40. Geburtstag hinter sich und war immer noch Junggeselle, weil er meinte, dass er das harte Leben in einem Camp in der Wüste keiner Frau zumuten könne. Da sandte ihm 1895 der Maler Henry Holiday (1839–1927) die 25-jährige Hilda Urlin zum Zeichnen alter ägyptischer Kleidung. Petrie brauchte die Zeichnungen für ein geplantes Buch. Er war sofort von der jungen Frau begeistert. Ermutigt durch ihren Wunsch, Ägypten kennenzulernen, sandte ihr Petrie im folgenden Winter viele Briefe.
Nach seiner Rückkehr aus Ägypten machte Petrie im Sommer Hilda einen Heiratsantrag. Sie zögerte zunächst, wohl auch wegen des großen Altersunterschieds, willigte dann aber ein, so dass sie am 29. November 1896 heirateten und sofort nach Ägypten reisten.
Petrie arbeitete wieder für den Egypt Exploration Fund in Dendera, 70 Kilometer nördlich von Luxor, wo er das Gräberfeld hinter dem Tempel erforschen sollte. Hilda musste sich nicht mit der häuslichen Seite des Lebens im Camp beschäftigen, da Flinders es gewohnt war, sich um alles allein zu kümmern – sogar um seine Socken. Er erwartete von ihr – ebenso wie von allen anderen – von Essen aus Dosen und Schiffszwieback zu leben. In ihrer Hütte befanden sich die Kisten mit den Vorräten und dienten ihnen als Möbel. Am Ende der Saison wurden die Fundstücke in den Kisten verpackt.
Hilda wurde sofort in die Arbeit eingebunden. Da sie Vorlesungen in Geologie am King’s College for Women in London bei dem Geologen Harry Govier Seeley gehört und auch an Exkursionen teilgenommen sowie eine Ausbildung als Faksimile-Zeichnerin genossen hatte, kletterte sie sogleich an einer Strickleiter in die unterirdischen Gewölbe und zeichnete hier die Inschriften und dargestellten Szenen. Als ein Sarkophag nicht fotografiert werden konnte, lag sie tagelang auf dem Boden, um die ca. 20.000 Hieroglyphen zu kopieren. Obwohl sie keine Hieroglyphen lesen konnte, waren ihre Kopien sehr genau und benötigten kaum Korrekturen. Sie lernte Gefäße, Perlen und Skarabäen sowie andere kleine Fundstücke zu zeichnen und eignete sich arabische Sprachkenntnisse an, um mit den Arbeitern sprechen zu können. Sie übernahm auch ihren Teil an medizinischer Hilfe: Sie legte bei Verletzungen Verbände an und verabreichte Hustenmedizin an die Arbeiter, von denen viele noch Kinder waren. Sie übernahm das Schreiben des Berichts über den täglichen Arbeitsfortschritt, den Petrie wöchentlich an das Komitee und an Freunde sandte. Zu Hause in England unterstützte sie ihn beim Schreiben des Berichts über die Saison und beim Katalogisieren. Außerdem half sie bei der Vorbereitung der Sommer-Ausstellung über die Funde am University College.
Im April 1907 wurde der Sohn John geboren und im August 1909 die Tochter Ann. Seit 1904 war Flinders Petrie Mitglied der British Academy.

### Gründung derBritish School of Archaeology in Egypt
1905 hatte der Egypt Exploration Fund kein Geld, um Petrie für eine weitere Saison zu unterstützen, da sie mit Naville in der kostspieligen Ausgrabung in Deir el-Bahari gebunden waren. Hinzu kamen Schwierigkeiten mit dem amerikanischen Fund, dessen Unterstützung stark zurückgegangen war. Er gründete die British School of Archaeology in Egypt (BSAE) als sein eigenes Geldbeschaffungs- und Publikationsunternehmen. (Sein 1894 gegründetes „Egypt Research Account“ ging darin auf.) Das Komitee bestand aus einigen Freunden sowie James H. Walker von der Universität und er wurde gemeinsam mit seiner Frau Hilda Honorary Secretaries. Hilda musste nun Mitglieder werben zur Unterstützung der Arbeit ihres Mannes und war fast ausschließlich mit Briefe schreiben (per Hand, sie besaß nie eine Schreibmaschine) beschäftigt. In den Sommermonaten hielt Petrie Vorlesungen im ganzen Land und warb um Unterstützung. In späteren Jahren hielt auch Hilda Vorträge, besonders vor Frauengruppen.
In den nächsten Jahren weitete Flinders Petrie seine Arbeit über ganz Ägypten aus und lernte dabei andere Ägyptologen kennen. Zu seinen Assistenten zählten u. a. James Edward Quibell, Gertrude Caton-Thompson und Guy Brunton, die alle gute Archäologen wurden. Oft hatte er auch Frauen in seinem Team, so z. B. in Margaret Murray in Abydos, die dort 1903 das Osireion entdeckte und sich den mit religiösen Texten beschäftigte.
1913 verkaufte Petrie seine große Antiquitäten-Sammlung an das University College, das damit die größte ägyptische Sammlung auf der Welt besaß. Während des Zweiten Weltkriegs war die Sammlung zum Teil im Keller und zum Teil in anderen Häusern außerhalb Londons untergebracht worden, so dass sie kaum Schaden erlitt.

### Die „zwei Brüder“ von Rifeh

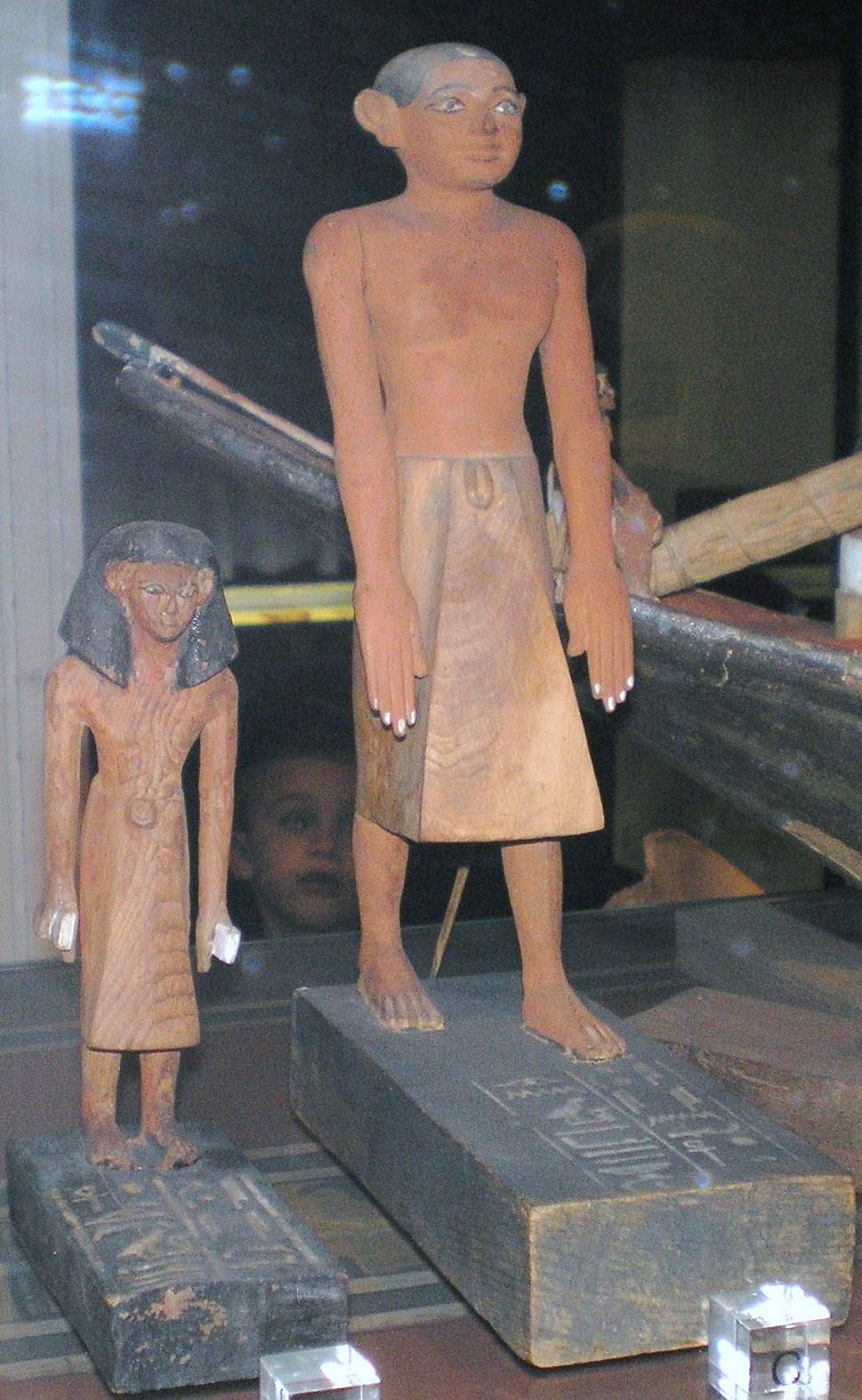
Statuetten aus dem Grab der „zwei Brüder“

Die Felsengräber von Rifeh dehnen sich über mehrere hundert Meter an den Felsabhängen. Am nördlichsten lagen die koptischen Gräber. Die meisten Gräber der Nekropole von Rifeh gehören zur 12. Dynastie und früher. Man findet aber auch Königsnamen der 18. und 19. Dynastie. 1906/07 arbeitete hier Ernest Mackay für die British School of Archaeology of Egypt als Assistent von Flinders Petrie. Petrie selbst grub in der Gizeh- und Asyut-Gegend bis Sohag. Das Grab der „zwei Brüder“ wurde 1907 von einem Arbeiter entdeckt. Es war ein unberührtes Grab und das schönste nicht-königliche Grab, das man bisher in diesem Gebiet gefunden hatte. Petrie kam sofort nach Rifeh. Da beide Särge in einem Grab lagen, wurden sie „die zwei Brüder“ genannt.
Nahe bei den Särgen wurde ein Kanopen-Kasten mit vier Kanopen-Gefäßen gefunden. Es gab drei Statuetten mit Abbildungen der Grabinhaber, sowie Holzfiguren der Bediensteten, Boote und einige Tonwarenbehälter für Speisen. Der Inhalt des Grabes mit den beiden bemalten Mumiensärgen aus der 12. Dynastie (ca. 1985–1773 v. Chr.) ging an das Manchester Museum.
1908 wurden die Särge in der Universität Manchester geöffnet und die Mumien durch Margret Murray in Anwesenheit von Flinders Petrie ausgewickelt.
Die Mumien der „zwei Brüder“, Chnum-nacht und Necht-anch, wurden 1979 noch einmal von Rosalie David, der Gründerin der forensischen Ägyptologie in Manchester, mit allen zur Verfügung stehenden modernen Methoden untersucht. Dabei konnte sie nachweisen, dass sie weder verwandt waren, noch sich auch nur ähnlich sahen.

### Rückzug aus Ägypten
Nach dem Ersten Weltkrieg (1914–1918), Petrie hatte sich mit dem Katalogisieren der Museumsbestände am University College beschäftigt und Hilda in verschiedenen Krankenhäusern, reisten sie 1919 zum ersten Mal nach Ägypten. 1921 arbeitete Petrie wieder an den Gräbern in Abydos und später in Oxyrhynchos (heute: Al Bahnasa, nahe Sandafa), wo er die Reste von Kolonnaden, Reste des Theaters und Teile der Nekropole fand. Er war jetzt 70 und die langen Jahre seines anstrengenden und entsagenden Lebens begannen sich an seinem Gesundheitszustand zu zeigen, so dass er weniger nach Ägypten reiste.
In den 1920er Jahren beaufsichtigte Guy Brunton viele Ausgrabungen der British School of Archaeology in Egypt. Während der Saison in Qau el-Kebir und Badari war Petrie wieder dabei und erforschte einen der vielen Friedhöfe im Gebiet von Qau sowie die großen Felsengräber der Regierenden des Mittleren Reichs (ca. 2025–1700 v. Chr.). Die meisten Funde stammen jedoch aus den Grabungen von Brunton und Gertrude Caton-Thompson, einschließlich der Nekropolen der frühesten Menschen, die Ackerbau in Oberägypten betrieben. Heute sind sie unter dem Begriff „Badarische Kultur“ (4400–4000 v. Chr.) bekannt.
Anhand dieser Grabbeigaben und denen von Naqada und Hierakonpolis konnte der Zusammenhang und die Entwicklung der prähistorischen ägyptischen Menschheitsgeschichte hergeleitet werden.
Die Entdeckung von Tutanchamuns Grab (KV62) mit seinen Schätzen im Tal der Könige führte in der Folge zu Spannungen zwischen Howard Carter und dem Antikendienst, die alle Archäologen betraf. Der Export von Antiquitäten sollte beschränkt werden und eine nationale Bewegung forderte, dass alle Antiquitäten in Ägypten verbleiben sollten. Petrie fürchtete, dass er nicht mehr in der Lage sein würde, die Museen und Organisationen mit Objekten zu belohnen und somit ihre Unterstützung zu verlieren.
1923 erhielt er den Order of the Bath for service to Egypt – für seine Verdienste in Ägypten.

### In Palästina

1930 in Palästina: Gerald Lankester Harding, Olga Tufnell, Flinders Petrie, Hilda Petrie, James Leslie Starkey und D. L. Risdon (von links nach rechts)

1926 entschied sich Petrie wegen der unklaren Verhältnisse für Archäologen in Ägypten nach Palästina zu gehen – Egypt over the border wie er es nannte. Im Frühjahr 1890 hatte er bereits in Tell el-Hesi gegraben und nach einer kurzen Ausbildung von Frederick J. Bliss (1859–1937) in Meidum (Ägypten) hatte er diesem die weitere Ausgrabung überlassen, Bliss führte gemeinsam mit Archibald Dickie und R.A.S. Macallister die Arbeit erfolgreich in den nächsten drei Jahren in Petries Stil weiter.
Jetzt untersuchte er das Gebiet, das einmal die mit Forts bestückte Grenze zwischen Ägypten und seinen Nachbarn gewesen war. Er fand seinen Platz an einer Gruppe großer Hügel im Wadi Gazzeh, heute Wady-Besor, südöstlich von Gaza. Der erste Hügel war Tell Jemmeh. James L. Starkey kam wieder als sein erster Assistent nach Tell Jemmeh und leitete die Beduinen nach seinen Erfahrungen mit den ägyptischen Arbeitern an.
Seine Frau Hilda blieb in England, um Geld aufzutreiben. Aber Palästina war bei ihren alten Unterstützern nicht so populär wie Ägypten. Sie versuchten, die Ausgrabungen von der biblischen Seite anzugehen, und Hilda schrieb 1933 ein kleines Buch Sidenotes on the Bible. Darin beschrieb sie die von Petrie entdeckten Funde: einen Sargdeckel der Philister, den „Tempel von Onias“ auf Tell el-Yahudiya und den „Codex von Qau“, eine frühe koptische Kopie des Johannes-Evangeliums.
1930 veröffentlichte Petrie seine Autobiografie, die er seiner Frau widmete „von deren Mühen die meiste Arbeit abhängig war“.
1930 bauten sie ihr letztes Lager in der Nähe des Mittelmeeres und der Stadt Gaza am höchsten Hügel (Höhe 26,6 Meter) Tell el-‘Ağğūl. Hilda kam aus England und sie riefen ihren alten Koch aus Ägypten. Es war das bestausgerüstete und bequemste Camp, das sie jemals hatten. Petrie meinte, der Hügel sei mit dem vorhellenistischen Gaza gleichzusetzen. Gaza war vom 15. bis 12. Jahrhundert v. Chr. Verwaltungszentrum der von Ägypten kontrollierten Provinz Kanaan. In alttestamentlicher Zeit war Gaza als Philisterstadt bekannt.
Seine ehemaligen Studenten hatten ohne Petrie unter der Leitung von James L. Starkey (u. a. Olga Tufnell) in Tell Far’a und seinen Nekropolen gegraben. Der Ort liegt knapp 30 km westlich von Beërscheba am Rand des nordwestlichen Negev. Er florierte vor allem in der ausgehenden Spätbronze- und der frühen Eisenzeit. Jetzt kamen auch sie nach Tell el-‘Ağğūl. Ein gutsituierter Amerikaner, Harris Dunscombe Colt, stieß ebenfalls zu der Expedition. Bald gab es aber Schwierigkeiten. Einige der jungen Leute kritisierten offen Petries Vorgehensweise am Siedlungshügel. Colt beschwerte sich beim Palestine Exploration Fund. Als Colt noch aus eigener Tasche eine Holzhütte bauen ließ, wo sich alle nach Feierabend auf ein Bier und eine Zigarette zusammensetzen konnten, war das Klima völlig vergiftet. Als sie sich finanzielle Unterstützung von anderer Seite gesichert hatten, verließen sie Petries Camp und begannen unter James L. Starkey ihre eigene Ausgrabung in Tell ed-Duweir.

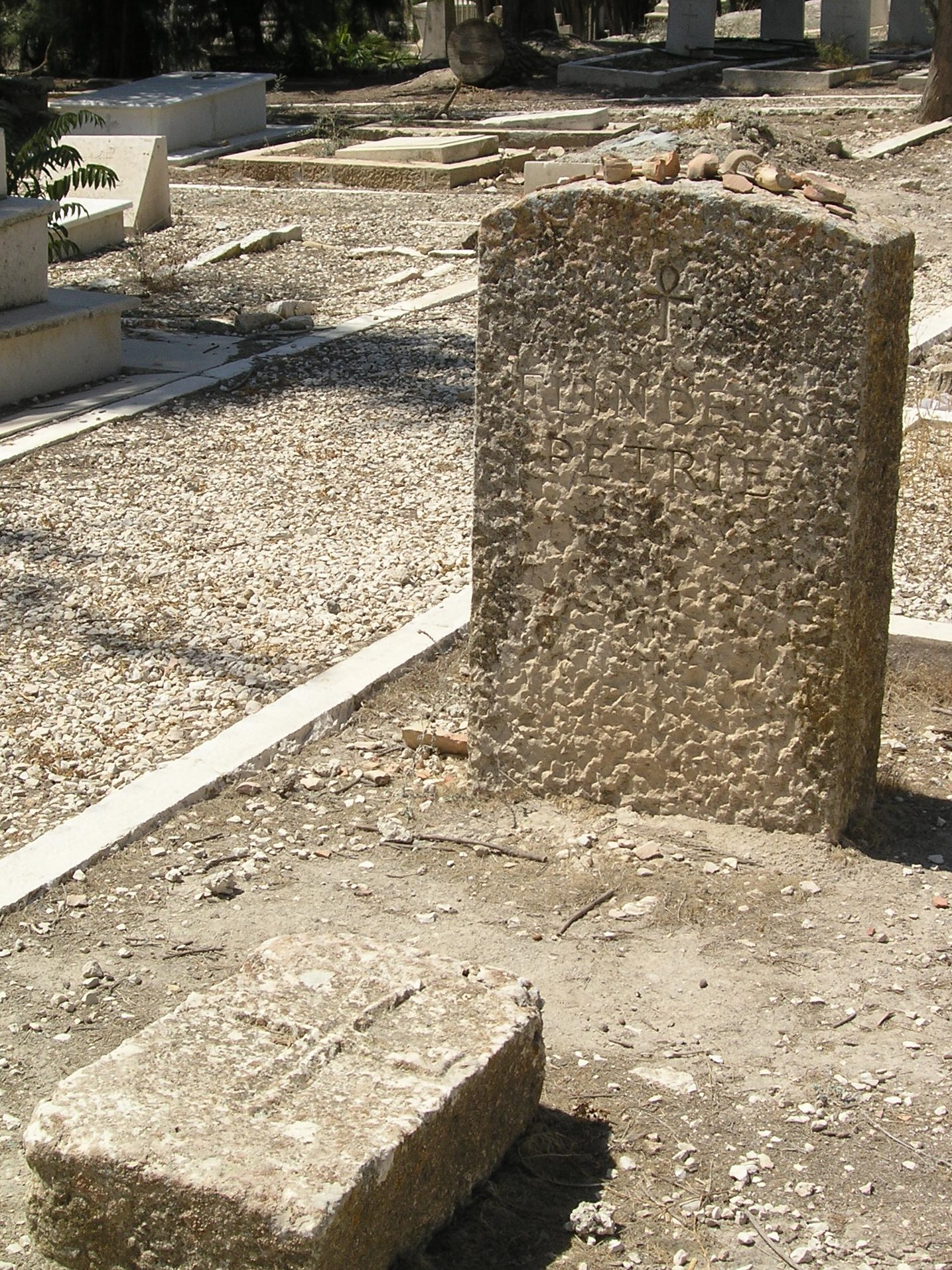
Grab von Flinders Petrie auf dem Protestantischen Friedhof am Zionsberg

Petrie hatte auch Ärger mit dem Antiquitätendienst in Jerusalem, der ihm vorwarf, dass seine Liste der gefundenen Antiquitäten unverständlich sei und dass er seinem Team erlaubte, außerhalb der Grenzen der Konzession zu graben. Außerdem sollte er es unterlassen, seine Arbeiter für einen Fund zu belohnen – wie er es schon immer in Ägypten praktiziert hatte.
1933 riet sein Arzt Petrie, sich im wärmeren Klima niederzulassen. Er trat von seinem Lehrstuhl am University College zurück und zog nach Jerusalem. Dort fanden sie Unterkunft im Haus des Albright-Instituts, wo Petrie in seiner eigenen Bücherei arbeiten und andere Wissenschaftler treffen konnte.
Die Ausgrabung ließ ihn jedoch nicht los. Sie kauften einen alten Bus, den sie als „Wohnwagen“ umbauten und mit dem neuen Assistenten Jack Ellis fuhren sie nach Norden Richtung Syrien. In der Nähe von Latakia fand Petrie ein geeignetes Gelände, jedoch verweigerten ihm die Behörden die benötigte Lizenz. Mit der Hilfe alter Freunde erhielten sie jetzt eine Lizenz vom ägyptischen Antikendienst für eine Ausgrabung im Sinai. 1935 und 1937 campierten sie zwischen den Sanddünen bei Sheikh Zoweyd, das einst eine Befestigungsanlage gewesen war. Eine ihrer neuen Assistentinnen, Marjory Veronica Seton-Williams, sagte später, dass sie sehr „frugal“ lebten – wieder aus Dosen und von Zwieback.
Über Margaret Alice Murray und Ernest J. H. Mackay, Petries ältesten Assistenten, beantragten sie noch eine letzte Saison als gemeinsame Leiter für Tell el-‘Ağğūl. Dort wurde ihr Camp im September 1939 von Banditen überfallen und vollständig zerstört.
Jetzt erst lebten sie ruhig in Jerusalem. 1940 musste Petrie ins Krankenhaus, weil er durch einen Malariaanfall sehr geschwächt war. Dort blieb er noch zwei Jahre, körperlich zwar schwach, aber geistig aktiv. Hilda besuchte ihn täglich, brachte ihm Bücher und nahm seine Diktate auf. Am 29. Juli 1942 verstarb er dort. Er wurde auf dem Protestantischen Friedhof am Berg Zion begraben. Gelegentlich legen Archäologen von benachbarten Grabungen eine Scherbe auf seinen Grabstein und zollen damit dem „Vater der Archäologie“ ihren Respekt.

## Der Exzentriker
Petrie führte bei seinen Ausgrabungen ein strenges Regiment. Zum Arbeitsbeginn bei Sonnenaufgang blies er mit der Trillerpfeife. Er duldete keine Faulheit. Fand er einen Mann herumsitzen, wurde er sofort entlassen. Jeder Arbeiter hatte seinen Trupp Jungen, welche die Überreste der Ausgrabung in Körben nach oben brachte. Sie wurden nicht nachsichtiger behandelt. Lausbuben, die unten auf einen Kumpel warteten, um dann singend zusammen mit ihm aufzusteigen, wurden bald gestoppt, überhaupt zu singen. Jede Schaufel Erde wurde nach der kleinsten Scherbe durchsucht. Seine Arbeitsmethoden wichen von der Norm ab; so zahlte er zum Beispiel seinen einheimischen Grabungshelfern eine Prämie für jeden Fund. Dies war unüblich, doch Petrie wollte der Verlockung des illegalen Kunsthandels entgegenwirken und viele der ausgegrabenen Stücke für die Wissenschaft retten.
Petrie war ein Anhänger der Feldbegehung. Auf Fotos sieht man ihn oft mit einem langen Stock, mit dem er im Boden stochern konnte. Es handelt sich dabei um eine vorbereitende Maßnahme, um eine einzige Stätte für die spätere Ausgrabung auszuwählen. Sie gehen über ein Gelände und schreiben alle noch vorhandenen sichtbaren archäologischen Merkmale auf, d. h. von Tonscherben bis zu architektonischen Ruinen. Petrie ging gerne zu Fuß. Wenn seine Frau auf dem Pferd und sein Vorarbeiter auf dem Esel ritten, ging Petrie zu Fuß und tat dies auch bis ins hohe Alter.
1931 erlebte Petrie in Tell el-‘Ağğūl sein „Waterloo“. Einige junge Archäologen waren zu der Ausgrabung gestoßen und bauten sich ein Haus, wo sie sich nach Feierabend trafen, um gesellig beisammen zu sein und ein Bier zu trinken. Das war Flinders und Hilda Petrie ein Dorn im Auge, mit ihrer gewohnten asketischen Lebensweise und es kam zu Auseinandersetzungen. James Leslie Starkey, der wohl gehofft hatte, dass Petrie ihm endlich die Leitung der Grabung übertrug, verließ mit einigen der jüngeren Assistenten wie Olga Tufnell, Gerald Lankester Harding und Charles H. Inge den Professor 1932, um eine eigene Ausgrabung in Tell ed-Duweir zu starten.

## Bewertung

### Petrie als „Vater der Archäologie“
Petrie erlernte nie vollständig die ägyptische Sprache, gilt aber trotzdem als Pionier sowohl der Ägyptologie, Archäologie und Paläopathologie.
Im Frühjahr 1890 grub er in Tell el-Hesi. Während dieser Zeit erklärte er zum ersten Mal sein Konzept, dass ein „Tell“ ein von Menschenhand geschaffener Berg von sukzessiv aufeinander folgenden „Städten“ sei. Er führte das Datieren dieser „Städte“ mit Hilfe von der Sammlung und Gruppierung ihrer Scherben ein, indem er überprüfte, inwieweit ein Zusammenhang mit ähnlichen Funden in Ägypten bestand (Kreuzverweis). Damit hatte er die Grundlage gelegt für alle künftigen Arbeiten der Archäologie der Levante. Petrie glaubte, den Ort „Lachisch“ gefunden zu haben, was sich aber später als Irrtum erwies.
Ab 1894 entwickelte Petrie seine Methode der statistischen Analyse (Chronologie oder reihenweise Anordnung) der Funde weiter in den prähistorischen Nekropolen von Naqada, Hu (Diospolis Parva) und Abadiya. In seiner Untersuchung ging er wie folgt vor: Grab A enthielt einige Gefäße, welche denjenigen glichen, die auch in Grab B waren. Grab B enthielt eine größere Anzahl Gefäße eines späteren Stils, der wiederum nur in Grab C vorhanden war. Indem er für jedes Grab eine eigene Karteikarte erstellte und diese in eine logische Reihenfolge brachte, konnte Petrie eine vollständige Reihenfolge herstellen und daraus schließen, dass die letzten Gräber wahrscheinlich aus der Zeit der 1. Dynastie stammten. Die Entwicklung des Lebens am Nil wurde so aufgedeckt von frühen Siedlern über Bauern bis zur Führungsschicht. Heute ist die Stratigraphie ein fester Bestandteil der Archäologie.
Flinders Petrie gilt als Vorreiter der modernen Archäologie. Er war der Erste, der systematisch grub und jedem noch so kleinen Teil Aufmerksamkeit schenkte in den verschiedenen Schichten einer Grabungsstätte. So entwickelte er die vergleichende Datierung anhand von dekorativen Charakteristika und Formen der Keramik. Im Prinzip führte er dabei von Hand das durch, was Archäologen heute Seriation nennen und mit Hilfe von Computerprogrammen erstellen.
Petrie war einer der Ersten, der 1897 eine Röntgenaufnahme von den Gebeinen einer Mumie durchführen ließ, und zwar im Anatomischen Institut der Universität London. Laut Petrie untermauerten die Befunde seine – später widerlegte – Annahme, dass an den Knochen Anzeichen eines rituellen Kannibalismus zu erkennen seien. Im folgenden Jahr ließ er eine Röntgenaufnahme von einer ganzen Mumie in Kairo machen.

### Petries wichtigste Entdeckungen
- Der prädynastische Friedhof in Naqada
- Die altägyptische Stadt Naukratis im Nildelta
- Kahun in der Oase Fajum
- Die beiden bedeutenden Kahunpapyri Medizin-Papyrus Kahun VI.1 und Veterinär-Papyrus Kahun LV.2
- Sechs Jahre lang grub er in Abydos die Tempel und Nekropole (1898–1904) aus
- In Meidum entdeckte er 1909 als Erster Beweise für Mumifizierung

## Schriften (Auswahl)
Petrie veröffentlichte 102 Bücher und 410 Artikel in Fachzeitschriften sowie 388 wissenschaftliche Abhandlungen.
- Bücher Flinders Petrie im Internet Archive online zu lesen im Original

(chronologisch geordnet)
- Inductive Metrology. Or, the Recovery of Ancient Measures from the Monuments. Saunders, London 1877.
- Stonehenge. Edward Stanford, London 1880.
- The Pyramids and Temples of Gizeh. Field & Tuer, London 1883.
- Naukratis. Trubner, London 1886, Digitale Vollversion.
- Racial photographs from the Egyptian monuments = Racial types from Egypt (Rückentitel). (s. n.), London 1887.
- A Season in Egypt. Trübner & Co. London, 1888
- Two hieroglyphic papyri from Tanis. Trubner, London 1889, (Mit Francis Llewellyn Griffith).
- Tell el-Hesy (Lachish). London: Palestine Exploration Fund, 1891
- Ten years' digging in Egypt. 1881–91. Religious Tract Society, London 1892.
- A History of Egypt, from the Earliest Kings to the XVIth Dynasty. 6 Bände. London 1894. (Unter Mitarbeit von Stanley Lane-Poole, Joseph Grafton Milne, Edwyn Robert Bevan, John Pentland Mahaffy).
(Zahlreiche erweiterte Auflagen, zuletzt: Histories & Mysteries of Man, London 1991, ISBN 1-85417-059-7).
- Catalogue of antiquities from Tel el Amarna, Upper Egypt. (siehe Nummer; siehe letztes Dokument).

- Egyptian Tales. Methuen, London 1895.
- Religion and conscience in Ancient Egypt. Lectures delivered at University College, London. Methuen & Co., London 1898.
- Syria and Egypt from the Tel El Amarna letters. Methuen & Co., London 1898.
- Dendereh. Egypt Exploration Fund, London 1900.
- The royal tombs of the first dynasty: 1900. Part I (= Memoir of the Egypt Exploration Fund. Band 18). Egypt Exploration Fund u. a., London 1900, (Digitalisierung).
- The royal tombs of the earliest dynasties: 1901. Part II (= Memoir of the Egypt Exploration Fund. Band 21). Egypt Exploration Fund u. a., London 1901 (Digitalisierung).
- Methods and Aims in Archaeology. Macmillan, London 1904.
- Memphis I. School of Archaeology in Egypt, University College, London 1908 (online).
- Scarabs and cylinders with names: illustrated by the Egyptian collection in University College, London. School of Archaeology in Egypt, London 1917.
- Tools and Weapons (= Publikations British School of Archaeology in Egypt. Band 30, 26nd year [1916]). British School of Archaeology in Egypt, London 1917.
- Autobiography: Seventy Years in Archaeology. Sampson Low / Marston & Co., London 1930.
- Ancient Gaza. Bände 1–4, London 1931–1934. Nachfolgeband: W. M. F. Petrie et al.: Ancient Gaza. Band 5 (= A City of Shepherd Kings.). London 1952.